# Перкінсвілл (Вермонт)
Перкінсвілл (англ. Perkinsville) — селище (англ. village) в США, в окрузі Віндзор штату Вермонт. Населення — 108 осіб (2020).

## Географія
Перкінсвілл розташований за координатами 43°22′14″ пн. ш. 72°30′55″ зх. д. / 43.37056° пн. ш. 72.51528° зх. д. (43.370460, -72.515351).  За даними Бюро перепису населення США в 2010 році селище мало площу 0,49 км², з яких 0,47 км² — суходіл та 0,02 км² — водойми.

## Демографія
Згідно з переписом 2010 року, у селищі мешкало 130 осіб у 56 домогосподарствах у складі 36 родин. Густота населення становила 264 особи/км².  Було 65 помешкань (132/км²).
Расовий склад населення:
| - 96,9 % — білих - 1,5 % — корінних американців - 0,8 % — чорних або афроамериканців - 0,8 % — азіатів |

До двох чи більше рас належало 0,0 %. Частка іспаномовних становила 1,5 % від усіх жителів.
За віковим діапазоном населення розподілялося таким чином: 23,1 % — особи молодші 18 років, 60,7 % — особи у віці 18—64 років, 16,2 % — особи у віці 65 років та старші. Медіана віку мешканця становила 45,5 року. На 100 осіб жіночої статі у селищі припадало 106,3 чоловіків;  на 100 жінок у віці від 18 років та старших — 88,7 чоловіків також старших 18 років.
Середній дохід на одне домашнє господарство  становив 63 223 долари США (медіана — 60 139), а середній дохід на одну сім'ю — 68 549 доларів (медіана — 61 250). Медіана доходів становила 41 786 доларів для чоловіків та 40 000 доларів для жінок. За межею бідності перебувало 3,1 % осіб, у тому числі 0,0 % дітей у віці до 18 років та 0,0 % осіб у віці 65 років та старших.
Цивільне працевлаштоване населення становило 77 осіб. Основні галузі зайнятості: освіта, охорона здоров'я та соціальна допомога — 24,7 %, будівництво — 22,1 %, науковці, спеціалісти, менеджери — 19,5 %.